# Кастинета
Кастинета (фр. Castineta, корс. Castineta) — коммуна во Франции, находится в регионе Корсика. Департамент коммуны — Верхняя Корсика. Входит в состав кантона Голо-Морозалья. Округ коммуны — Корте.
Код INSEE коммуны — 2B082.

## Население
Население коммуны на 2008 год составляло 53 человека.
| 1962 | 1968 | 1975 | 1982 | 1990 | 1999 | 2008 |
| ---- | ---- | ---- | ---- | ---- | ---- | ---- |
| 74   | 63   | 45   | 37   | 31   | 53   | 53   |

## Экономика
В 2007 году среди 28 человек в трудоспособном возрасте (15—64 лет) 13 были экономически активными, 15 — неактивными (показатель активности — 46,4 %, в 1999 году было 53,3 %). Из 13 активных работали 13 человек (9 мужчин и 4 женщины), безработных не было. Среди 15 неактивных 3 человека были учениками или студентами, 1 — пенсионером, 11 были неактивными по другим причинам.

## Фотогалерея

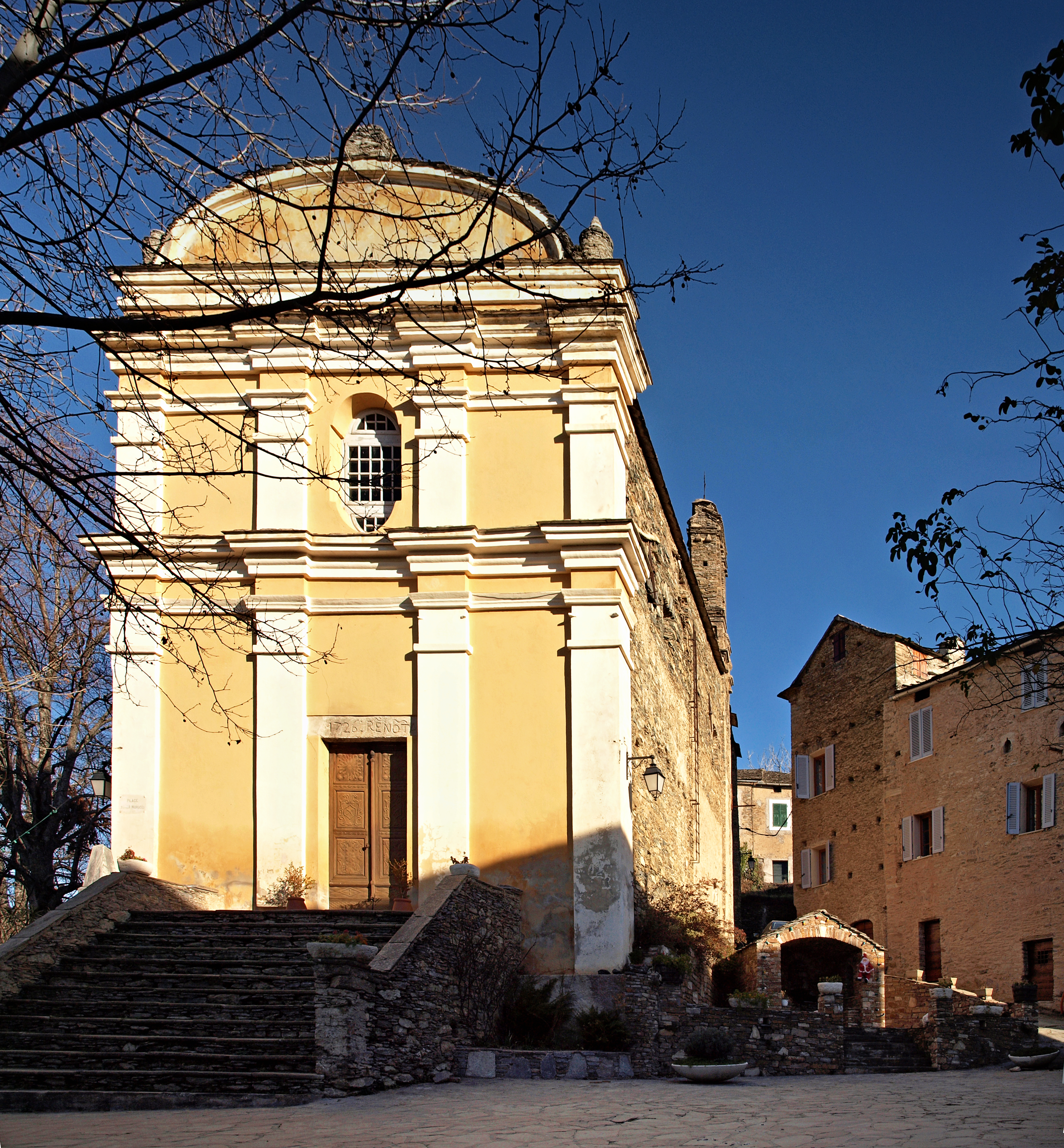
Церковь св. Себастьяна
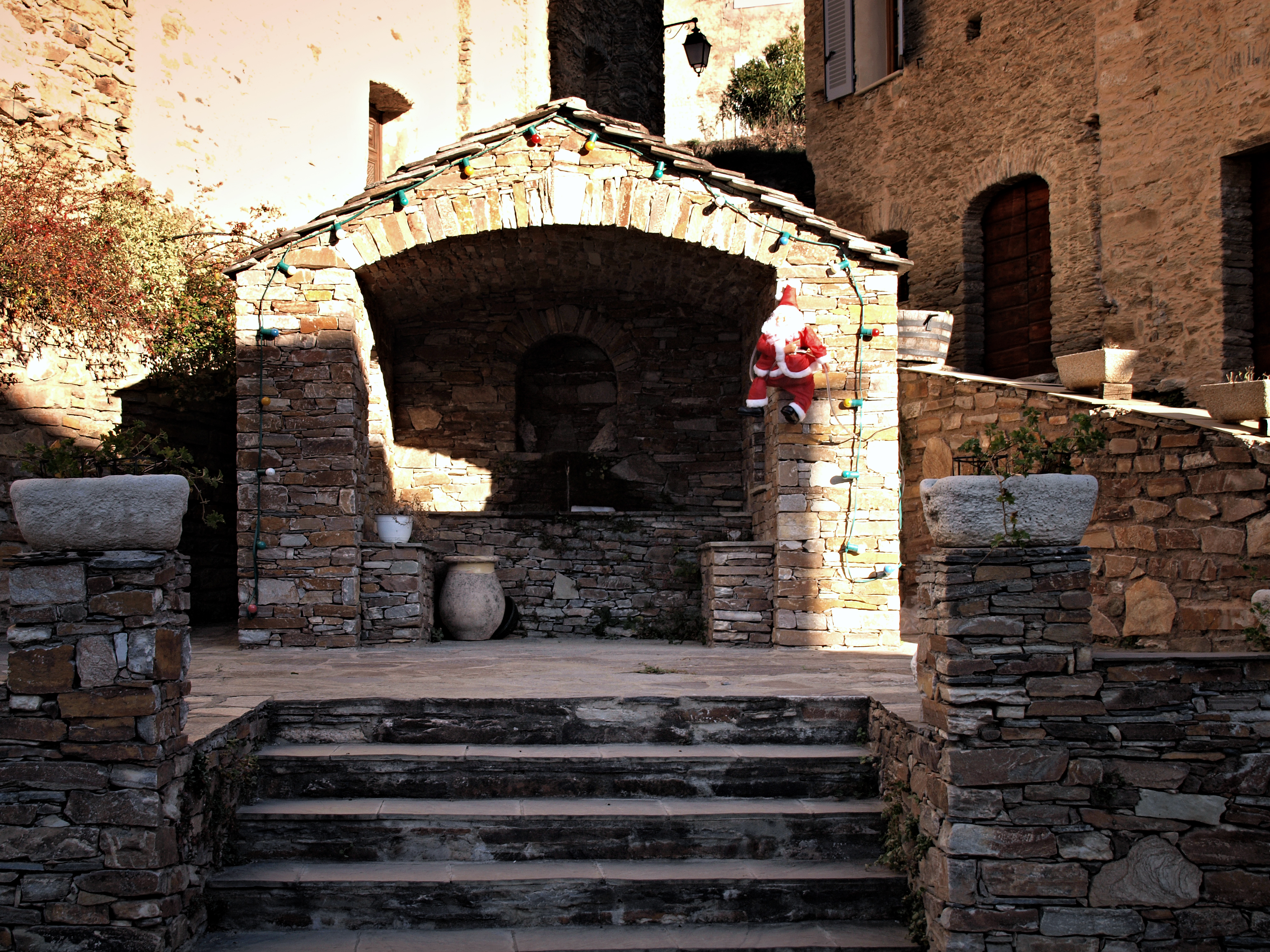
Фонтан
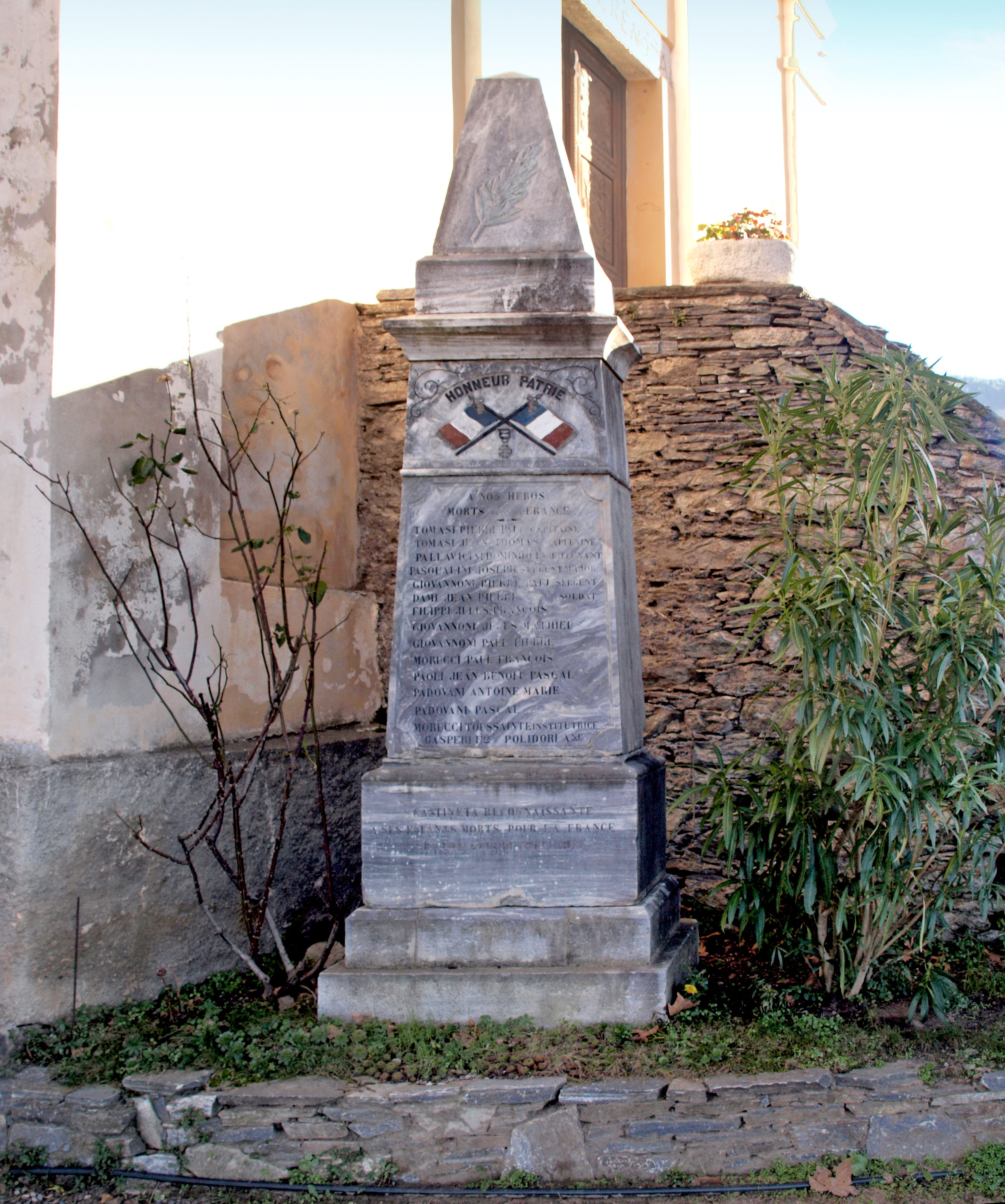
Военный монумент